# Mariano Soso
Mariano Gustavo Soso (Rosário, 30 de abril de 1981) é um treinador de futebol argentino. Atualmente comanda o Defensa y Justicia.

## Carreira

### Primeiros anos
Nascido em Rosário, Santa Fé, Soso iniciou sua carreira nas categorias de base do Newell's Old Boys. Em 2009 tornou-se auxiliar técnico no Argentinos Juniors por seis meses, antes de ser assistente nas equipes treinadas por Javier Torrente: Libertad, Cerro Porteño, Newell's e Nacional.
Em 2013, depois de uma temporada como assistente no Unión Temuco, Soso tornou-se auxiliar técnico do Sporting Cristal.

### Real Garcilaso e Sporting Cristal
Em 11 de dezembro de 2014, Soso foi nomeado treinador da equipe principal do Real Garcilaso para a temporada seguinte. Demitido no dia 10 de agosto de 2015, após perder o Apertura, retornou ao Sporting Cristal no dia 4 de janeiro de 2016, dessa vez como técnico do time. Em 19 de dezembro, um dia depois de conquistar o título da liga, Soso pediu demissão do Cristal.

### Gimnasia La Plata
Foi apresentado como novo treinador do Gimnasia La Plata em 26 de junho de 2017, mas decidiu deixar o clube no dia 28 de dezembro.

### Emelec e Defensa y Justicia
Em 22 de maio de 2018, após quase seis meses sem clube, Soso assumiu o comando do Emelec. Após mais de um ano no clube, anunciou sua saída em 14 de abril do ano seguinte. O treinador foi contratado pelo Defensa y Justicia no dia 5 de junho de 2019, mas deixou o clube em meados de janeiro de 2020.

### San Lorenzo e O'Higgins
Em 16 de março de 2020, Soso foi anunciado pelo San Lorenzo. No entanto, acabou sendo demitido no dia 11 de janeiro de 2021. Foi anunciado como técnico da equipe chilena do O'Higgins em 10 de dezembro de 2021. Soso deixou o O'Higgins em comum acordo no dia 7 de novembro de 2022.

### Melgar
Contratado pelo Melgar em 14 de março 2023, deixou o clube peruano em comum acordo no dia 21 de novembro.

### Sport
Pouco menos de um mês depois, foi anunciado pelo Sport no dia 5 de dezembro. Mariano Soso estreou pelo Leão no dia 13 de janeiro de 2024, numa vitória por 1–0 contra o Petrolina, fora de casa. Em abril, após um empate por 0–0 contra o rival Náutico na Arena de Pernambuco, o treinador conquistou o Campeonato Pernambucano.
Por metas atingidas no decorrer da temporada, como previsto na assinatura do contrato, Soso recebeu um aumento salarial no mês de junho. Mas a equipe acabou sofrendo uma queda de rendimento na Série B, principal objetivo do clube no ano, o que pesou no trabalho do técnico. Após um empate por 1–1 contra a Chapecoense, em que o Sport acabou sofrendo o gol nos acréscimos, Mariano Soso foi demitido no dia 25 de julho. No total, o treinador argentino comandou o Leão em 41 partidas, com 22 vitórias, 10 empates e nove derrotas.

### Alianza Lima
Teve a sua contratação oficializada pelo Alianza Lima no dia 7 de agosto, assinando contrato por um ano e meio.

## Títulos
Sporting Cristal
- Torneio Descentralizado: 2016[26][27]

Sport
- Campeonato Pernambucano: 2024[22]